# Stylops leechi
Stylops leechi är en insektsart som beskrevs av Richard Mitchell Bohart 1941. Stylops leechi ingår i släktet Stylops och familjen stekelvridvingar. Inga underarter finns listade i Catalogue of Life.